# Arisaema yamatense
Arisaema yamatense là một loài thực vật có hoa trong họ Ráy (Araceae). Loài này được (Nakai) Nakai mô tả khoa học đầu tiên năm 1929.